# Matrosenanzug

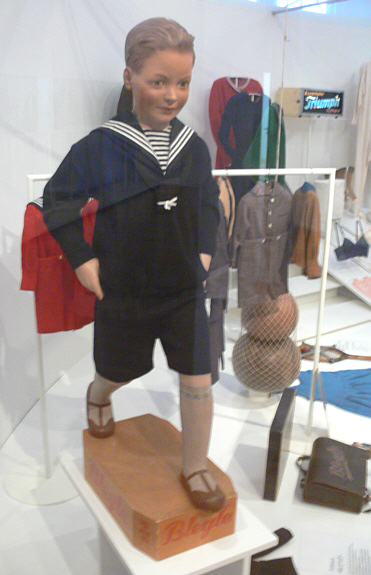
Matrosenanzug im Museum der Alltagskultur

Der Matrosenanzug ist in der Neuzeit als Kleidung der Matrosen im Sinne einer Uniform eingeführt worden. Er besteht aus Hemd, Hose und Mütze. Im 19. Jahrhundert wurde der Matrosenanzug ein beliebtes Kleidungsstück für Knaben, später auch für Mädchen, wobei die Hose durch einen Rock ersetzt wurde. In einigen Ländern entwickelten sich aus dem Matrosenanzug auch Schuluniformen.

## Beschreibung
Etwa 1830 wurde dann ein dunkelblauer (marineblau) Anzug zum Modell des Matrosenanzugs: lange weite Hose (Schlaghose) und ein Kittel mit breitem eckigem Rückenkragen. Dieser Kragen heißt Exerzierkragen. Zu einem vollständigen Matrosenanzug gehört die Tellermütze.

## Geschichte
Spätestens im 15. Jahrhundert trugen Seefahrer einen Kittel und eine weite wadenlange Hose. 1623 wurden in der englischen Marine erstmals fertige Kleidungsstücke für die Schiffsbesatzungen ausgegeben (Leinene Jacken – Hosen aus Baumwolle – Westen – Hemden – Strümpfe – Schuhzeug und Mützen), doch gab es im 18. Jahrhundert keine festen Vorschriften für die Kleidung der Matrosen.

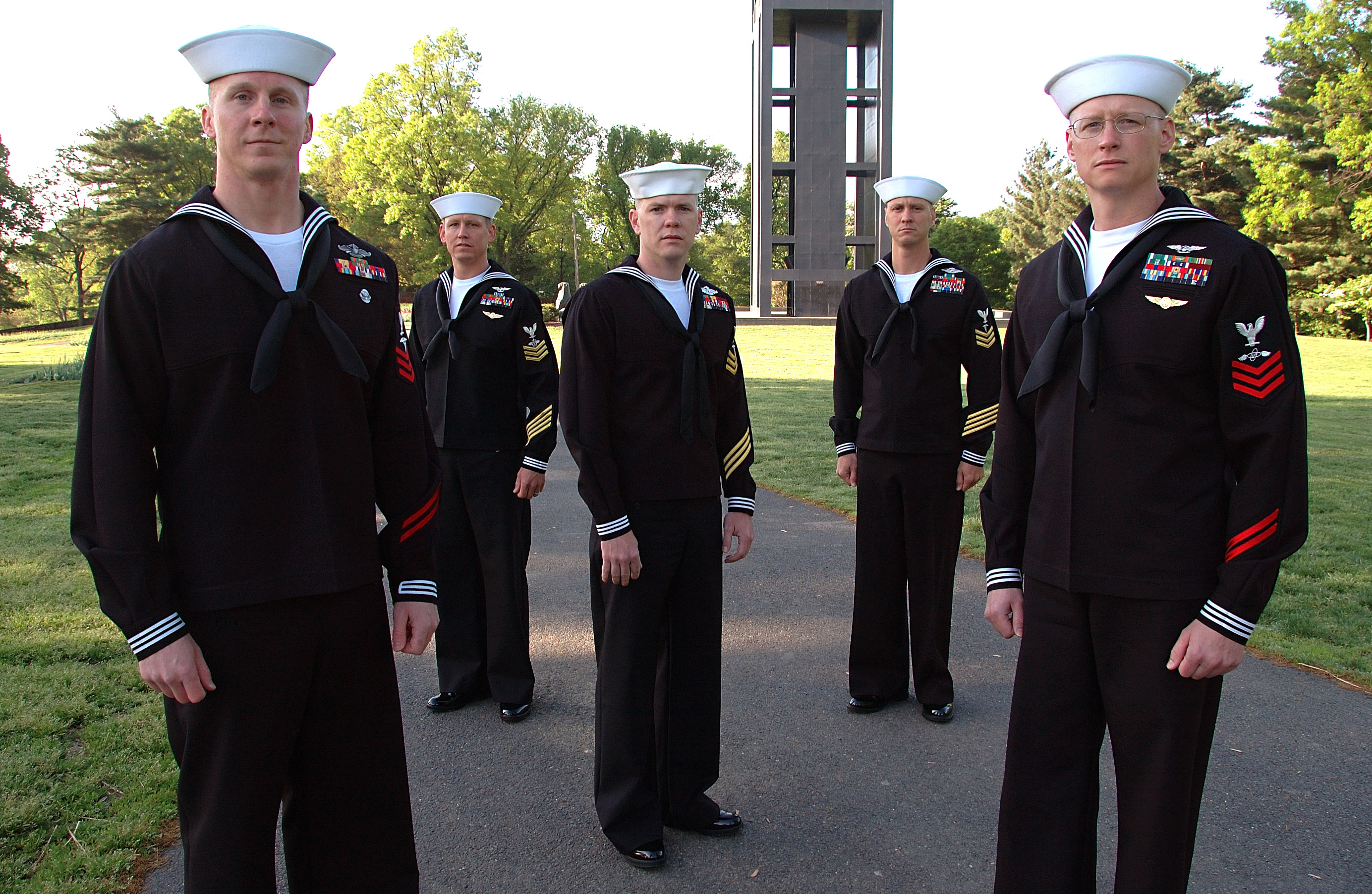
Matrosen der US Navy

In den USA wurde die Kleidung der Matrosen erstmals 1817 genau festgelegt. 1857 bekam der Kragen des Exerzierkittels der Matrosen der Royal Navy drei weiße Streifen. Es hält sich hartnäckig das Gerücht, dass die Streifen an die drei siegreichen Seeschlachten von Admiral Nelson gegen die Flotte Napoleons (Abukir, Kopenhagen und Trafalgar) erinnern sollen. Die Royal Navy sieht allerdings keinen Zusammenhang mit den berühmten Schlachten des Admirals Nelson. Die Krawatte, auch „Knoten“ genannt, wird aus dem Halstuch der Matrosen gefaltet und gebunden. Angeblich drückt das traditionelle Schwarz dieses Tuchs die Trauer über den Tod Nelsons im Jahr 1805 aus.
Die deutsche Kaiserliche Marine führte 1872/73 den eingewebten, blauen Diagonalstreifen ein, der von rechts oben nach links unten verläuft und das Seidentuch als fiskalisches Eigentum kennzeichnete. Sie wurde zentral in Kiel hergestellt, weshalb sie den Beinamen Kieler Anzug oder Kieler Bluse erhielt. Zwischen 1939 und 1945 wurde in der Kriegsmarine der blaue Streifen unterschiedlich getragen: Angehörige der Nordseeeinheiten trugen den Streifen von links oben nach rechts unten verlaufend; die Angehörigen der Ostseeeinheiten trugen den Streifen von links unten nach rechts oben. Bei der Deutschen Marine wird er heute von Mannschaftsdienstgraden getragen.

## Kinderkleidung

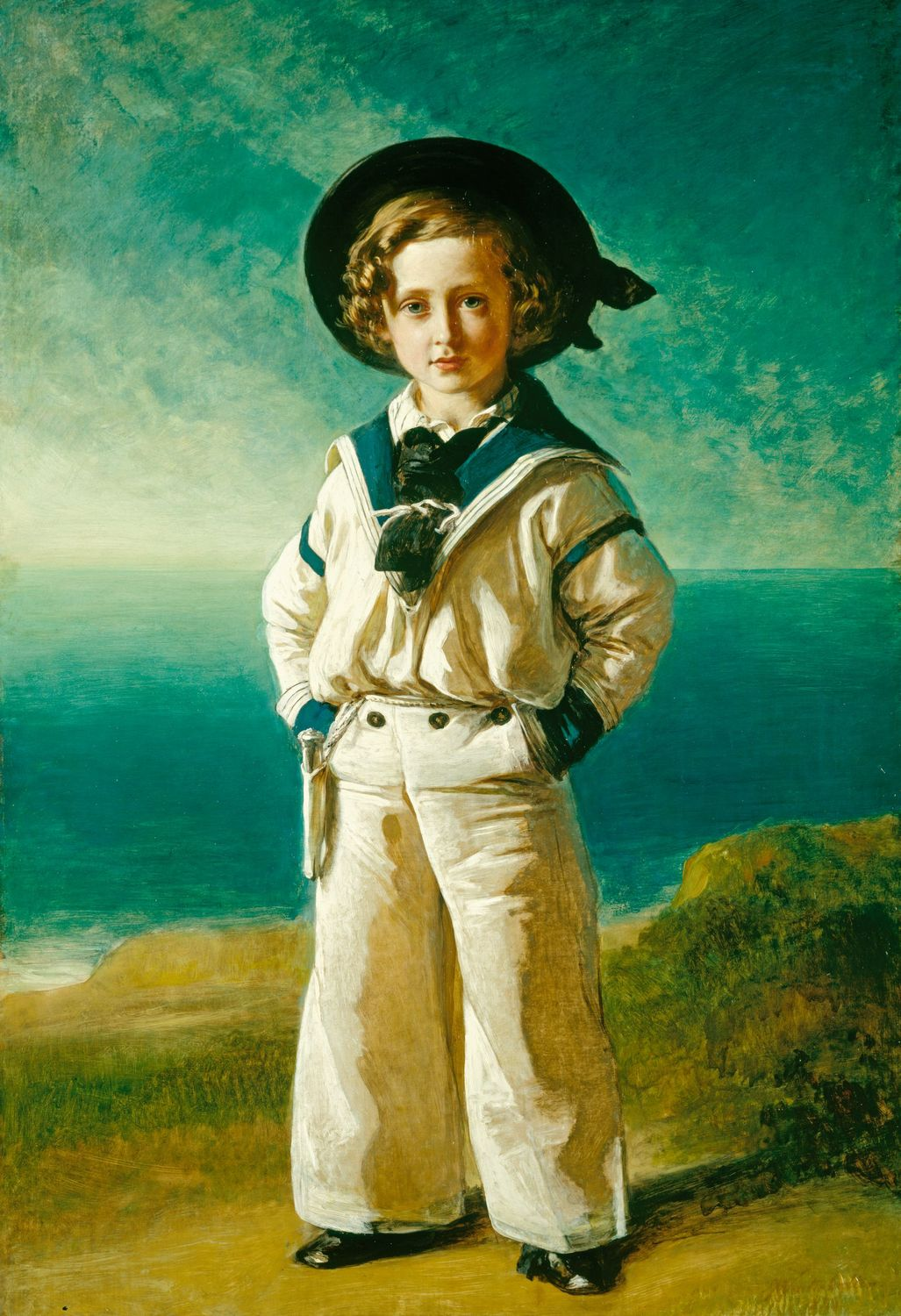
Der spätere König Edward VII. im Matrosenanzug, Gemälde von Franz Xaver Winterhalter (1846)

Mit dem Matrosenanzug wurde erstmals ein besonderes Kleidungsstück für Kinder benutzt, das nicht das Abbild von Alltagskleidung für Erwachsene darstellte. Die häufigste Farbe war blau, gefolgt von weiß. Das Aussehen war dem der Marine-Uniformen sehr ähnlich, inklusive Kragen und Streifen. Allerdings war die Hose meistens kurz.

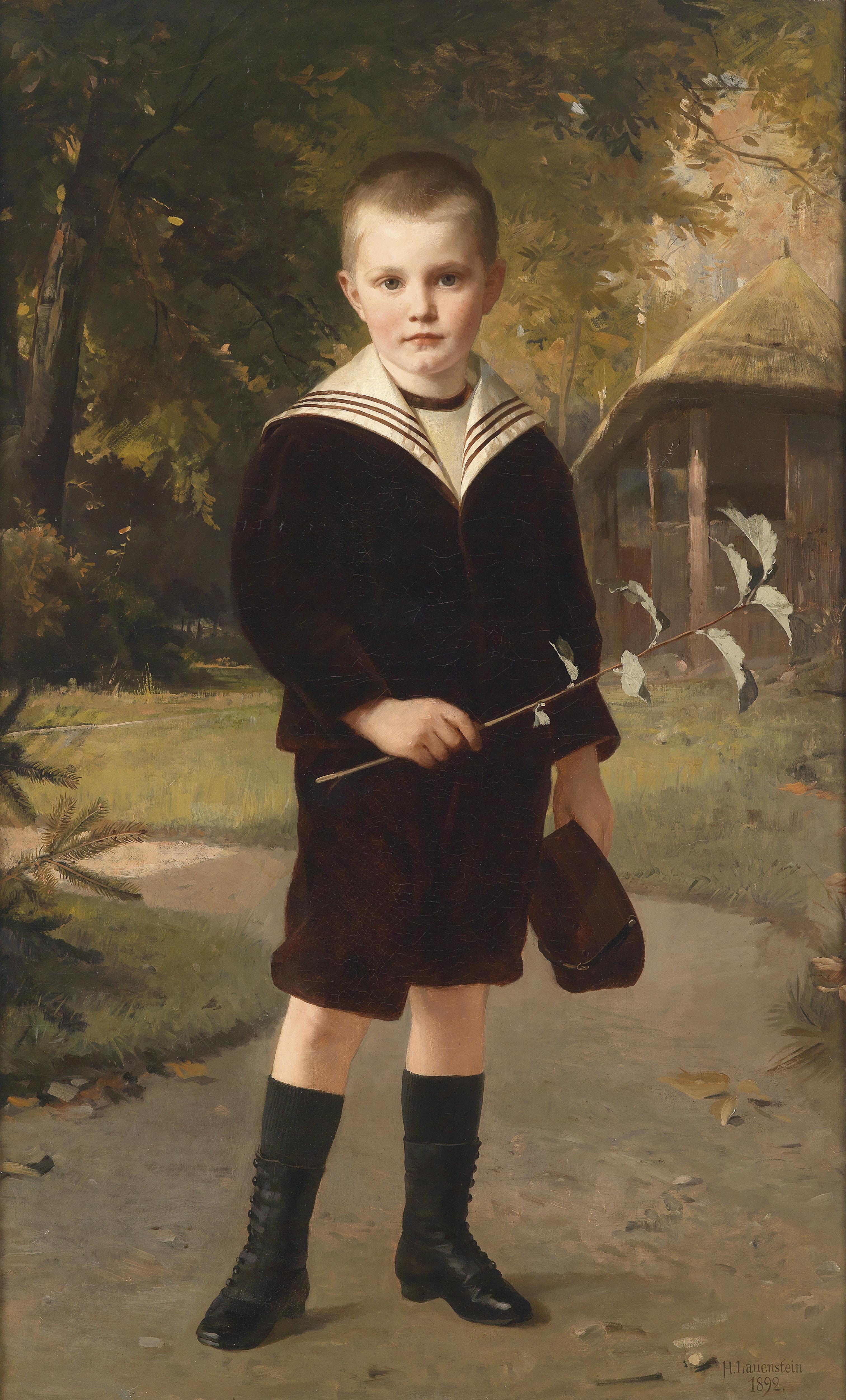
Junge im Matrosenanzug, Gemälde von Heinrich Lauenstein, 1892

Um 1780 wurde die Matrosenhose erstmals zum Vorbild für Knabenhosen. Die Popularisierung des Matrosenanzugs in die Kindermode wird dem britischen Königshof zugeschrieben: 1846 wurde für den damals fünfjährigen Prince of Wales, den späteren König Eduard VII., eine Marine-Uniform in Kindergröße angefertigt. Diese trug er auf einem Porträt, das der Maler Franz Xaver Winterhalter von ihm anfertigte und das den Matrosenanzug zunächst in britischen Adelskreisen populär machte, ab etwa 1860 auch in der übrigen Bevölkerung. Die britische Königin Victoria schenkte einen solchen Anzug auch ihrem Enkel Wilhelm, dem späteren Wilhelm II. Dadurch wurde der Matrosenanzug auch in Deutschland in der zweiten Hälfte des 19. Jahrhunderts bekannt und sehr schnell beliebt. Diese Kleidung passte wohl sehr gut zur damals verbreiteten Begeisterung für die Kaiserliche Marine.

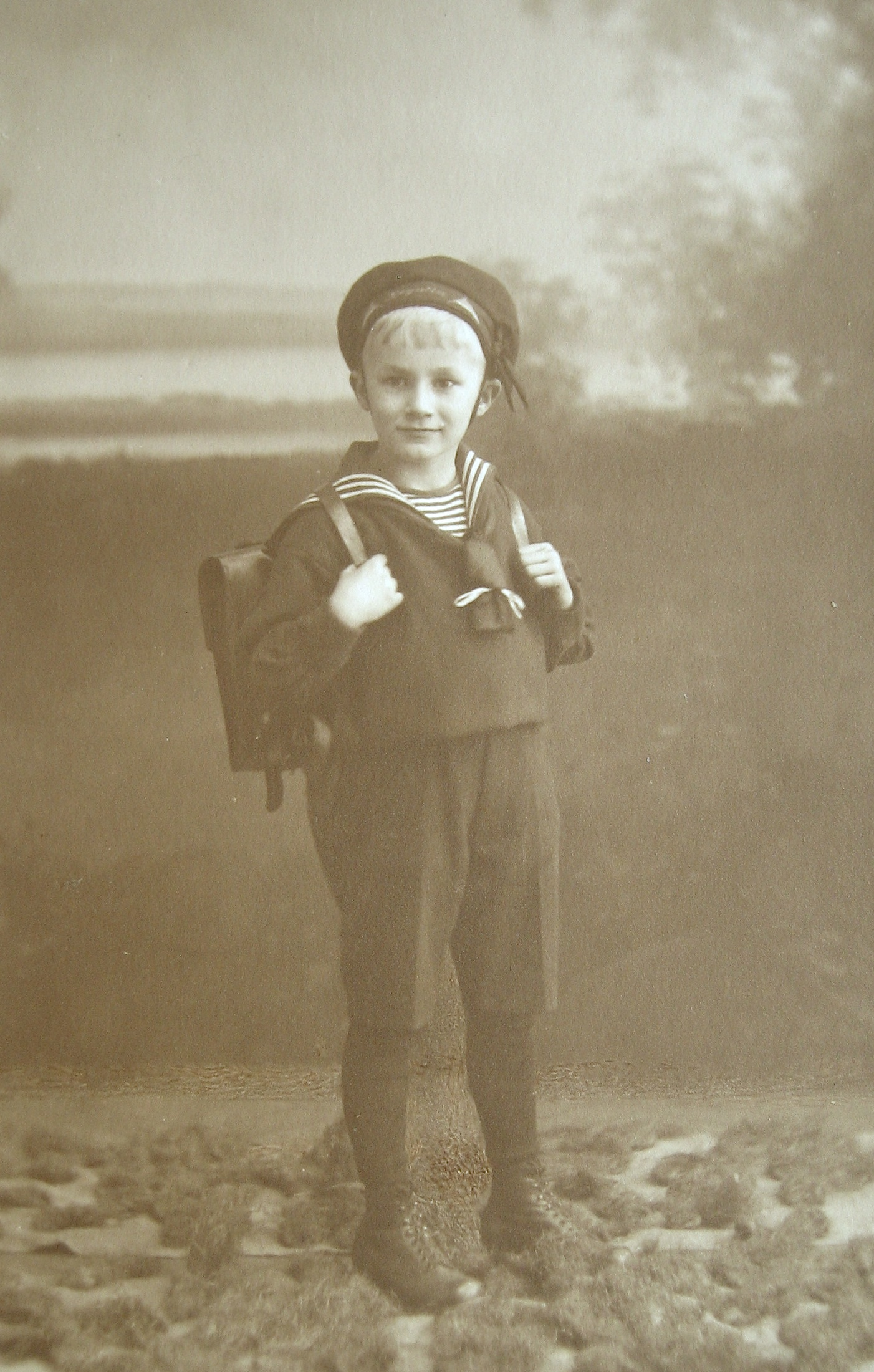
Im Matrosenanzug am ersten Schultag; April 1923

Besonders in Mode war der Matrosenanzug in der Zeit ab 1870 bis in die 1930er Jahre, ab 1880 dann auch als Version für Mädchen mit Matrosenblusen und blauen Faltenrock. So erzählt Susanne Agnelli (geb. 1922) ihre italienische Kindheit unter dem beziehungsvollen Titel Wir trugen immer Matrosenkleider. Klaus Mann berichtet in seiner Autobiographie Der Wendepunkt, dass ihm die elterlicherseits 1914 gekauften „hübschen Matrosenanzüge“ im Jahr 1917 infolge der weltkriegsbedingten Mangellage fadenscheinig und ausgewachsen waren.
Die ersten industriell hergestellten Matrosenanzüge in Deutschland soll 1890 die Wilhelm Bleyle oHG aus Stuttgart auf den Markt gebracht haben. In der Zeit des Nationalsozialismus wurde dieses Kleidungsstück als bürgerlich-dekadent abgelehnt. In den 1950er Jahren fand der Matrosen-Anzug auch Eingang in die Freizeitmode für Erwachsene.

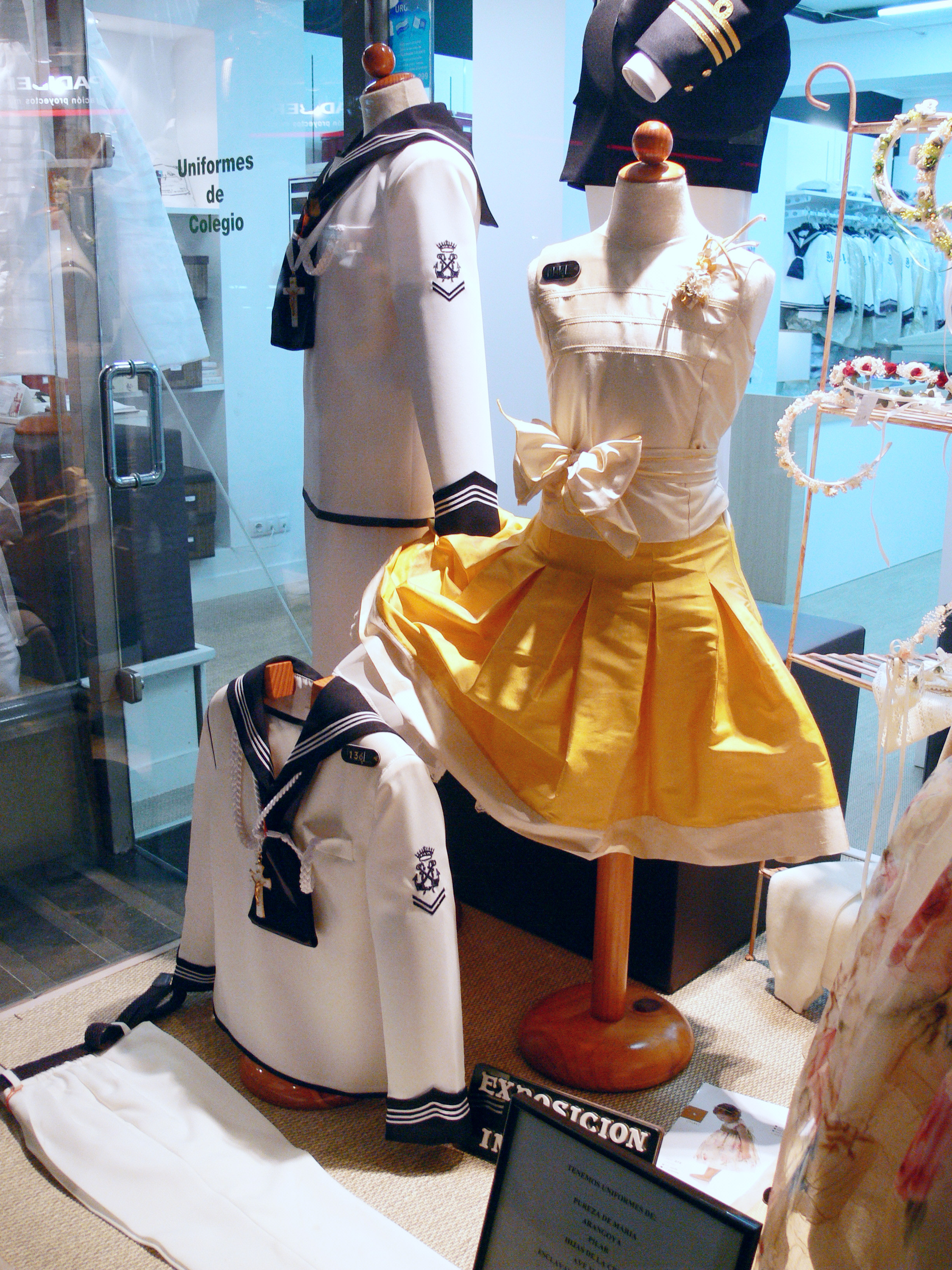
Matrosenanzüge im Schaufenster eines spanischen Geschäfts zur Zeit der Erstkommunion, 2008

Der Matrosen-Anzug ist nie völlig aus der Mode gekommen. In Spanien werden Matrosenanzüge traditionell von Jungen als festliche Kleidung für die Erstkommunion getragen. Die Wiener Sängerknaben, die Zürcher Sängerknaben und die Knaben im Thomanerchor treten bei Konzerten im Matrosenanzug auf.

## Der Matrosenanzug als Schuluniform

### Japan

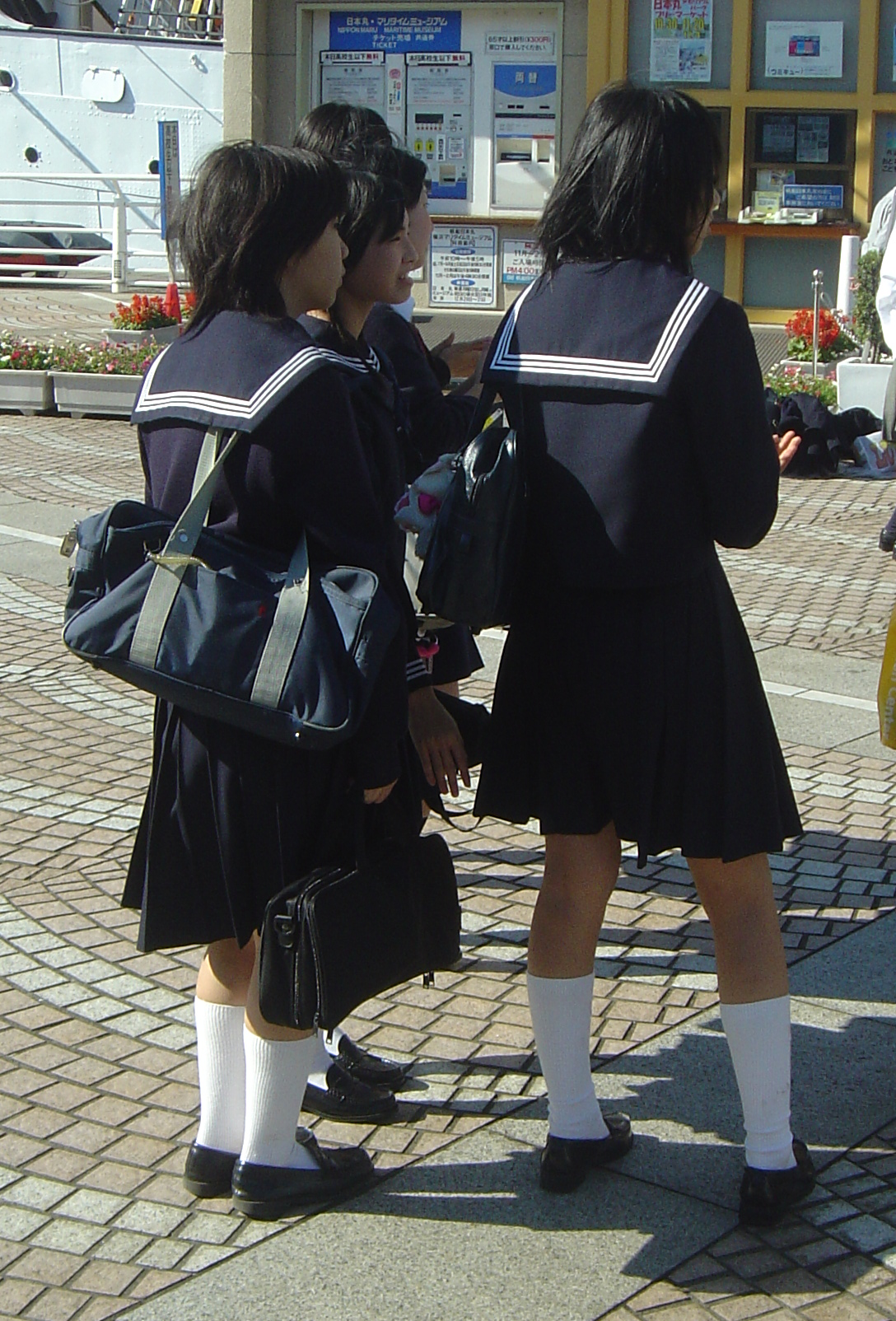
Schuluniform in Japan

An vielen japanischen Mittel- und Oberschulen tragen die Mädchen als Schuluniform einen Matrosenanzug (japanisch: セーラー服 Sērāfuku). Zum ersten Mal wurde er 1921 in der Mädchenakademie Fukuoka (福岡女学院 Fukuoka jogakuin) von der Direktorin Elisabeth Lee nach dem Vorbild ihrer Sportkleidung in Großbritannien eingeführt. Bald fand die Matrosenkleidung als Mädchen-Schuluniform landesweit Verbreitung, während sich die Schuluniform der Jungen meist an der (preußischen) Heeresuniform orientierte. Klassischerweise sind Matrosenhemd und Rock abgesehen von den weißen Streifen durchgängig in einem dunklen Blau gehalten; heutzutage sind die Schuluniformen meist farbenfroher, wobei die Farben Dunkelblau, Weiß und Grau dominieren.

### Ungarn
Matrosenkleider (Bluse und Rock) sind seit mehr als hundert Jahren die Schuluniform in den meisten ungarischen Gymnasien und Mittelschulen. Es ist darum interessant, weil Ungarn keine Meeresküste und keine Marine mehr hat. Der Gebrauch ist wahrscheinlich gegen 1900 aus Deutschland übernommen worden. Matrosenkleider gelten nur für Mädchen als Uniform, aber dort auch nicht für den Schulalltag, sondern nur für festliche Gelegenheiten.

## Verwendung in Film und Fernsehen

Donald Duck als Plastikfigur vor dem damaligen Firmensitz des Ehapa Verlags in Leinfelden-Echterdingen (1990er-Jahre)

Die bekannte Comic-Figur Donald Duck von Walt Disney trägt grundsätzlich einen Matrosenanzug, der sich im Laufe der Zeit mehrfach geändert hat. Ursprünglich war der Anzug weiß mit blauen Streifen ohne Fliege, danach war der Anzug blau mit weißen Streifen oder goldenen Streifen und Knöpfen sowie blauer Mütze. Zurzeit ist der Anzug entweder wie an zweiter Stelle beschrieben oder schwarz mit goldenen Streifen und Knöpfen. Dazu trägt Donald Duck meistens die unübliche rote Fliege.

## Der Matrosenanzug in der Literatur
Thomas Mann hat in mehreren seiner Werke Jungen im Matrosenanzug beschrieben. Im Roman "Buddenbrooks" lehnt der kleine Hanno "am Flügel in seinem Kopenhagener Matrosenanzug". In der Novelle "Der Tod in Venedig" wird die Hauptfigur Gustav von Aschenbach auf den heranwachsenden polnischen Jungen Tadzio aufmerksam, der stets im maritimen Stil gekleidet ist. Sein englisches Matrosenkostüm, kunstvoll verarbeitet, verleiht „mit seinen Schnüren, Maschen und Stickereien der zarten Gestalt etwas Reiches und Verwöhntes“. Der Autor schwelgt geradezu in Präzision, wenn er bis zum kleinsten Knopf die Garderobe von Tadzio vor dem lesenden Auge sichtbar macht. Katia Mann beschreibt den jungen Polen als einen "bildhübschen, etwa dreizehnjährigen Knaben, der mit einem Matrosenanzug, einem offenen Kragen und einer netten Masche gekleidet war".